# 双滴纲
双滴纲（学名：Trepomonadea）为后滴门的一个纲。

## 下级分类
本纲包括以下目：
- Distomatida
- Enteromonadida
- 贾第鞭毛虫目 Giardiida